# Research and Analysis Wing
Pour les articles homonymes, voir RAW.
Le Research and Analysis Wing (R&AW ou RAW) est l'agence de renseignement extérieur de l'Inde. Après la débâcle de la guerre sino-indienne et la deuxième guerre indo-pakistanaise, s'est fait sentir le besoin de diviser le Bureau de renseignement (en anglais : Intelligence Bureau ; en hindi : आसूचना ब्यूरो), qui traitait les renseignements extérieurs et intérieurs, en deux organismes indépendants. Le RAW a donc été créé en septembre 1968, le Bureau de renseignement fondé en 1887 se concentrant sur le renseignement intérieur.  
Son siège est sur Lodhi Road à New Delhi.
Depuis le 26 juin 2019, le directeur de l'organisation est Samant Goel, ancien officier du Service de police de l'Inde (IPS) de même que la majorité de ses prédécesseurs.

## Culture populaire

### Cinéma
- Mission Majnu (2023)

## Référence
1. ↑  (en) « Balakot air strike planner named by government as RAW chief », sur The Hindu, 27 juin 2019 (consulté le 29 juillet 2019) : « The Appointments Committee of the Cabinet on June 26 approved the appointment of Arvind Kumar as the new head of the Intelligence Bureau and Samant Kumar Goel as the chief of the Research & Analysis Wing (RAW). Both are IPS officers of the 1984 batch. ».